# Ryuthela
Ryuthela HAUPT, 1983  è un genere di ragni appartenente alla Famiglia Liphistiidae dell'Ordine Araneae.
La prima parte del nome deriva dalle isole Ryukyu, arco insulare fra il Giappone e Taiwan, dove sono diffusi; la seconda parte dal greco θηλή, thelè, che significa capezzolo, ad indicare la forma che hanno le filiere.

## Caratteristiche
La lunghezza del corpo, escluse le zampe, è di 13 millimetri al massimo per le femmine e di circa 10 millimetri nei maschi. Il cefalotorace varia di poco fra i due sessi: da 5,5 millimetri per le femmine a 5,2 millimetri per i maschi, considerando le misure massime registrate. L'opistosoma, invece, varia da 6,5 millimetri per le femmine a 5,6 millimetri per i maschi.
In base alle caratteristiche delle spermateche dell'apparato genitale femminile, le specie di questo genere, in uno studio dell'aracnologo Hirotsugu Ono afferiscono al Gruppo A, che si distingue per avere un paio di spermateche monolobate vicine l'una all'altra o fuse con una larga apertura.

## Comportamento
I cunicoli a porta-trappola che costruiscono hanno una porta di forma ovale che li ricopre, incardinata di traverso lungo il diametro maggiore.

## Habitat
Questi ragni hanno come habitat principale la foresta primaria, sempre più minacciata di deforestazione nelle zone di ritrovamento.

## Distribuzione
Sono diffusi nell'arcipelago giapponese delle isole Ryukyu.

## Tassonomia
Questo genere nel 1985 venne considerato un sinonimo del genere Heptathela dall'aracnologo Robert Raven per poi riassurgere al rango di genere nel 1999 grazie ad uno studio di Joachim Haupt.

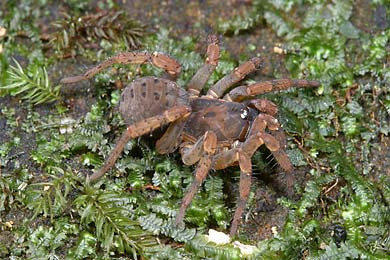
Ryuthela tanikawai, femmina

Attualmente, al 2010, si compone di sette specie:
- Ryuthela iheyana Ono, 2002 — Isole Ryukyu
- Ryuthela ishigakiensis Haupt, 1983 — Isole Ryukyu
- Ryuthela nishihirai[5] (Haupt, 1979) — Okinawa
- Ryuthela owadai Ono, 1997 — Isole Ryukyu
- Ryuthela sasakii Ono, 1997 — Isole Ryukyu
- Ryuthela secundaria Ono, 1997 — Isole Ryukyu
- Ryuthela tanikawai Ono, 1997 — Isole Ryukyu